# Partizanen Actie Nederland
De Partizanen Actie Nederland (oude spelling: Partisanen Actie Nederland) was een verzetsgroep in de Tweede Wereldoorlog die opereerde in de regio Eindhoven, die gericht was op gewapend verzet. De P.A.N. ontstond door een samenwerking van kleinere verzetsgroepen en twee knokploegen.

## Geschiedenis
De voorbereidingen voor de verzetsgroep ontstond in augustus 1943 door een samenwerking van een aantal kleinere verzetsgroepen uit Valkenswaard, Leende, Aalst, Heeze, Borkel, Schaft en Bergeijk. In maart 1944 werd er gestart met het vormen van een overkoepelende verzetsgroep in Eindhoven en omgeving. De groep ging samenwerken met de twee knokploegen 'KP Sander' (onder leiding van Theo Dirks) en 'KP Frits' (onder leiding van Ad van Hoynck van Papendrecht). Knokploeg Sander was onder meer verantwoordelijk geweest voor een poging tot brandstichting van het bevolkingsregister van Eindhoven door middel van fosforbommen die uit een neergestort vliegtuig waren gehaald. Knokploeg Frits hield zich voornamelijk bezig met gewapend verzet in de regio Eindhoven. In maart 1944 ontstond contact tussen KP Sander en KP Frits bij de overval op het gemeentehuis van Eersel.
Nadat de organisatie verder was gestructureerd en het doel helder was, werd er gekozen voor de naam 'Partisanen Actie Nederland' (P.A.N.). In juli 1944 kreeg de P.A.N. contact met een verzetsgroep die opereerde in de regio Geldrop. In Geldrop waren overvallen gepleegd op onder meer een distributiekantoor en het bevolkingsregister. De P.A.N. werd vervolgens opgedeeld in vier districten (Eindhoven, Valkenswaard, regio Kempen en Geldrop) die geleid werden door Ad van Hoynck van Papendrecht en Theo J.A. Doove. Deze districten werden weer verder onderverdeeld in diverse rayons.
De keus voor het gebruik van het woord 'partizaan' was een bewuste keuze om de bezetter angst in te boezemen. In België was er reeds een verzetsgroep genaamd 'Partizanen Actie' waarmee de groep nauw contact had. Om het onderscheid te maken werd er bij de Nederlandse verzetsgroep het woord 'Nederland' toegevoegd. In tegenstelling tot de Belgische verzetsgroep had de Nederlandse groep geen communistische grondslag.
Tegen augustus 1944 had de P.A.N. zo'n 600 leden. Volgens Van Hoynck van Papendrecht, die in 1947 zijn ervaringen met de P.A.N. opschreef, waren koeriersters een essentieel onderdeel van de werking van de P.A.N.: "In de koeriersters van de illegaliteit hebben wij de Nederlandse vrouwen op hun best gezien".

### Doel

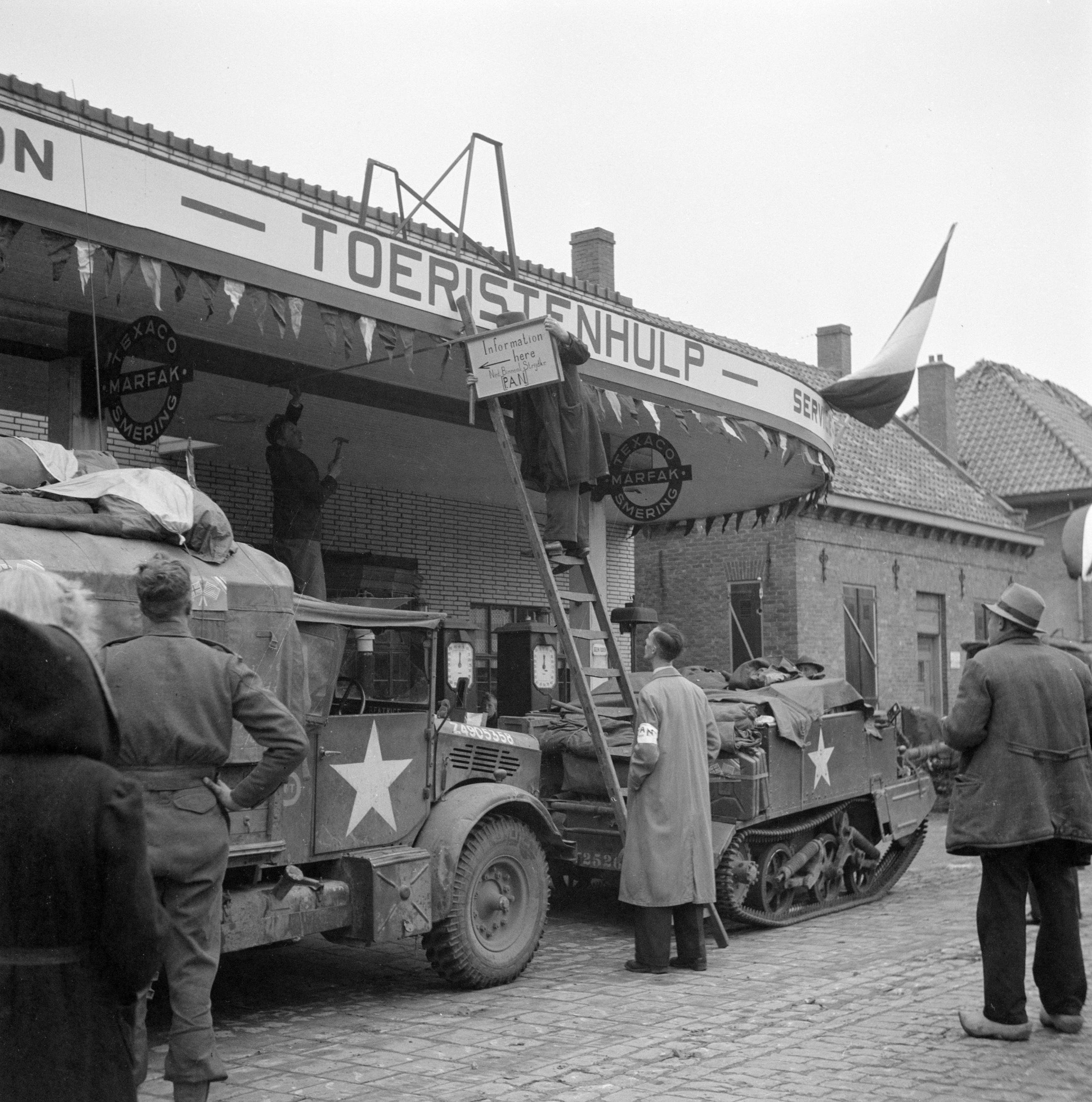
Engelstalig informatiebord voor de optrekkende geallieerde strijdkrachten: "Information here. Ned. Binnenl. Strijdkr. [P.A.N.]."

Het doel van de P.A.N. was volgens oprichter Ad van Hoynck van Papendrecht "overal en te allen tijde afbreuk doen aan het Duits oorlogsapparaat met alle ten dienste staande middelen." Daarnaast had de P.A.N. als doel om wapens te verzamelen om verzetsgroepen mee uit te rusten, het plegen van sabotage en het ondersteunen van Landelijke Organisatie voor Hulp aan Onderduikers (LO). Voor hun samenwerking met de L.O. stonden ze in contact met Jan van Bijnen ("Frank") die in de regio Eindhoven geen eigen afdeling had.
Vanaf juni 1944 droegen leden van de P.A.N. een blauwe overall met daarop op de linker bovenarm een armband met 'P.A.N.' die werden bedrukt door een Eindhovense textielproducent. Hierdoor waren zij voor de buitenwereld goed herkenbaar. De keuze voor een blauwe overall kwam door het idee dat deze voor veel mensen gemakkelijk te verkrijgen waren. Uiteindelijk werden honderden blauwe overalls uit een kledingmagazijn gestolen en verdeeld onder de leden. De helmen die gedragen werden waren beschikbaar gesteld door de luchtbeschermingsdienst.

### Verraad
In april en mei van 1944 werden bij grootschalige arrestaties 17 verzetsstrijders uit Geldrop, Eindhoven, Asten en Heeze opgepakt. Zij waren verraden door een infiltrant die informatie over diverse mensen en groepen uit Veghel, Geldrop en St-Oedenrode had doorgespeeld aan de Duitsers. Acht van de 17 opgepakte verzetsstrijders werden op 9 augustus 1944 bij Kamp Vught gefusilleerd. Deze infiltrant, die was gedeserteerd uit het Duitse leger, werd voor desertie op dezelfde dag gefusilleerd.

### De septemberdagen
Tijdens de septemberdagen van 1944 was de P.A.N. betrokken bij gevechten tegen de Duitsers. Zij werkten samen met de Amerikaanse parachutisten die waren gedropt in de omgeving van Son, bij Eindhoven. De P.A.N. wist tijdens de septemberdagen 214 Duitse militairen krijgsgevangen te maken en 705 personen die verdacht werden van collaboratie te arresteren. In totaal zijn 12 leden van de P.A.N. tijdens de septemberdagen omgekomen. De P.A.N. werd op 24 september 1944 opgeheven, enkele dagen na de bevrijding van Eindhoven.